# DJ BoBo/Diskografie
Diese Diskografie ist eine Übersicht über die musikalischen Werke des Schweizer Eurodance-Künstlers DJ BoBo. Den Quellenangaben zufolge hat er bisher mehr als 15 Millionen Tonträger verkauft. Seine erfolgreichste Veröffentlichung ist die Single Chihuahua mit über 1,6 Millionen verkauften Einheiten.

## Alben

### Studioalben
| Jahr | Titel Musiklabel             | Höchstplatzierung, Gesamtwochen, AuszeichnungChartplatzierungen (Jahr, Titel, Musiklabel, Platzierungen, Wochen, Auszeichnungen, Anmerkungen) | Höchstplatzierung, Gesamtwochen, AuszeichnungChartplatzierungen (Jahr, Titel, Musiklabel, Platzierungen, Wochen, Auszeichnungen, Anmerkungen) | Höchstplatzierung, Gesamtwochen, AuszeichnungChartplatzierungen (Jahr, Titel, Musiklabel, Platzierungen, Wochen, Auszeichnungen, Anmerkungen) | Höchstplatzierung, Gesamtwochen, AuszeichnungChartplatzierungen (Jahr, Titel, Musiklabel, Platzierungen, Wochen, Auszeichnungen, Anmerkungen) | Anmerkungen                                                  |
| Jahr | Titel Musiklabel             | DE | AT | CH | UK | Anmerkungen                                                  |
| ---- | ---------------------------- | --- | --- | --- | --- | ------------------------------------------------------------ |
| 1993 | Dance with Me Fresh Music    | DE18 (12 Wo.)DE | AT16 (6 Wo.)AT | CH4 Platin · (31 Wo.)CH | — | Erstveröffentlichung: 27. September 1993 Verkäufe: + 275.000 |
| 1994 | There Is a Party Fresh Music | DE9 (26 Wo.)DE | AT17 (5 Wo.)AT | CH4 Platin · (19 Wo.)CH | — | Erstveröffentlichung: 28. Oktober 1994 Verkäufe: + 250.000   |
| 1996 | World in Motion Yes Music    | DE3 Platin · (52 Wo.)DE | AT2 Gold · (16 Wo.)AT | CH1 ×2Doppelplatin · (67 Wo.)CH | — | Erstveröffentlichung: 30. September 1996 Verkäufe: + 865.000 |
| 1998 | Magic Yes Music              | DE5 Gold · (21 Wo.)DE | AT8 (13 Wo.)AT | CH1 Platin · (25 Wo.)CH | — | Erstveröffentlichung: 24. April 1998 Verkäufe: + 300.000     |
| 1999 | Level 6 Yes Music            | DE11 Gold · (9 Wo.)DE | AT24 (4 Wo.)AT | CH1 Platin · (21 Wo.)CH | — | Erstveröffentlichung: 21. September 1999 Verkäufe: + 300.000 |
| 2001 | Planet Colors Yes Music      | DE4 (16 Wo.)DE | AT27 (5 Wo.)AT | CH2 Platin · (30 Wo.)CH | — | Erstveröffentlichung: 1. Februar 2001 Verkäufe: + 40.000     |
| 2003 | Visions Yes Music            | DE11 (8 Wo.)DE | — | CH3 Platin · (29 Wo.)CH | — | Erstveröffentlichung: 24. Februar 2003 Verkäufe: + 65.000    |
| 2005 | Pirates of Dance Yes Music   | DE13 (8 Wo.)DE | — | CH1 (34 Wo.)CH | — | Erstveröffentlichung: 31. Januar 2005 Verkäufe: + 40.000     |
| 2007 | Vampires Yes Music           | DE15 (8 Wo.)DE | AT74 (1 Wo.)AT | CH2 Gold · (15 Wo.)CH | — | Erstveröffentlichung: 11. Mai 2007 Verkäufe: + 15.000        |
| 2010 | Fantasy Yes Music            | DE10 (5 Wo.)DE | AT43 (2 Wo.)AT | CH2 Gold · (13 Wo.)CH | — | Erstveröffentlichung: 26. Februar 2010 Verkäufe: + 15.000    |
| 2011 | Dancing Las Vegas Yes Music  | DE61 (1 Wo.)DE | — | CH4 (8 Wo.)CH | — | Erstveröffentlichung: 25. November 2011                      |
| 2014 | Circus Yes Music             | DE23 (3 Wo.)DE | — | CH3 (10 Wo.)CH | — | Erstveröffentlichung: 10. Januar 2014                        |
| 2016 | Mystorial Yes Music          | DE13 (2 Wo.)DE | AT73 (1 Wo.)AT | CH5 (6 Wo.)CH | — | Erstveröffentlichung: 23. September 2016                     |
| 2018 | KaleidoLuna Yes Music        | DE25 (2 Wo.)DE | — | CH9 (5 Wo.)CH | — | Erstveröffentlichung: 21. September 2018                     |
| 2022 | Evolut30n Yes Music          | DE11 (2 Wo.)DE | — | CH7 (8 Wo.)CH | — | Erstveröffentlichung: 11. November 2022                      |

### Livealben
| Jahr | Titel Musiklabel                             | Höchstplatzierung, Gesamtwochen, AuszeichnungChartplatzierungen (Jahr, Titel, Musiklabel, Platzierungen, Wochen, Auszeichnungen, Anmerkungen) | Höchstplatzierung, Gesamtwochen, AuszeichnungChartplatzierungen (Jahr, Titel, Musiklabel, Platzierungen, Wochen, Auszeichnungen, Anmerkungen) | Höchstplatzierung, Gesamtwochen, AuszeichnungChartplatzierungen (Jahr, Titel, Musiklabel, Platzierungen, Wochen, Auszeichnungen, Anmerkungen) | Höchstplatzierung, Gesamtwochen, AuszeichnungChartplatzierungen (Jahr, Titel, Musiklabel, Platzierungen, Wochen, Auszeichnungen, Anmerkungen) | Anmerkungen                            |
| Jahr | Titel Musiklabel                             | DE | AT | CH | UK | Anmerkungen                            |
| ---- | -------------------------------------------- | --- | --- | --- | --- | -------------------------------------- |
| 2003 | Visions – Live in Concert Yes Music          | DE36 (2 Wo.)DE | — | CH28 (8 Wo.)CH | — | Erstveröffentlichung: 3. November 2003 |
| 2012 | Dancing Las Vegas – Live in Berlin Yes Music | DE85 (1 Wo.)DE | — | — | — | Erstveröffentlichung: 24. August 2012  |

### Kompilationen
| Jahr | Titel Musiklabel                       | Höchstplatzierung, Gesamtwochen, AuszeichnungChartplatzierungen (Jahr, Titel, Musiklabel, Platzierungen, Wochen, Auszeichnungen, Anmerkungen) | Höchstplatzierung, Gesamtwochen, AuszeichnungChartplatzierungen (Jahr, Titel, Musiklabel, Platzierungen, Wochen, Auszeichnungen, Anmerkungen) | Höchstplatzierung, Gesamtwochen, AuszeichnungChartplatzierungen (Jahr, Titel, Musiklabel, Platzierungen, Wochen, Auszeichnungen, Anmerkungen) | Höchstplatzierung, Gesamtwochen, AuszeichnungChartplatzierungen (Jahr, Titel, Musiklabel, Platzierungen, Wochen, Auszeichnungen, Anmerkungen) | Anmerkungen                                             |
| Jahr | Titel Musiklabel                       | DE | AT | CH | UK | Anmerkungen                                             |
| ---- | -------------------------------------- | --- | --- | --- | --- | ------------------------------------------------------- |
| 2002 | Celebration Yes Music                  | DE4 (9 Wo.)DE | AT18 (7 Wo.)AT | CH2 (14 Wo.)CH | — | Erstveröffentlichung: 15. April 2002                    |
| 2003 | Chihuahua – The Album Yes Music        | — | — | CH1 Platin · (22 Wo.)CH | — | Erstveröffentlichung: 11. Juli 2003 Verkäufe: + 240.000 |
| 2006 | Greatest Hits Yes Music                | DE11 (9 Wo.)DE | AT58 (2 Wo.)AT | CH1 Gold · (18 Wo.)CH | — | Erstveröffentlichung: 17. März 2006 Verkäufe: + 15.000  |
| 2008 | Olé Olé – The Party Yes Music          | DE85 (2 Wo.)DE | — | CH11 (13 Wo.)CH | — | Erstveröffentlichung: 11. April 2008                    |
| 2014 | Best Of Yes Music                      | — | — | CH52 (3 Wo.)CH | — | Erstveröffentlichung: 2. Mai 2014                       |
| 2017 | 25 Years – Greatest Hits Yes Music     | DE40 (1 Wo.)DE | — | CH11 (6 Wo.)CH | — | Erstveröffentlichung: 21. April 2017                    |
| 2021 | Greatest Hits – New Versions Yes Music | DE16 (4 Wo.)DE | — | CH6 (4 Wo.)CH | — | Erstveröffentlichung: 16. April 2021                    |

### Remixalben
| Jahr | Titel Musiklabel                   | Höchstplatzierung, Gesamtwochen, AuszeichnungChartplatzierungen (Jahr, Titel, Musiklabel, Platzierungen, Wochen, Auszeichnungen, Anmerkungen) | Höchstplatzierung, Gesamtwochen, AuszeichnungChartplatzierungen (Jahr, Titel, Musiklabel, Platzierungen, Wochen, Auszeichnungen, Anmerkungen) | Höchstplatzierung, Gesamtwochen, AuszeichnungChartplatzierungen (Jahr, Titel, Musiklabel, Platzierungen, Wochen, Auszeichnungen, Anmerkungen) | Höchstplatzierung, Gesamtwochen, AuszeichnungChartplatzierungen (Jahr, Titel, Musiklabel, Platzierungen, Wochen, Auszeichnungen, Anmerkungen) | Anmerkungen                                                 |
| Jahr | Titel Musiklabel                   | DE | AT | CH | UK | Anmerkungen                                                 |
| ---- | ---------------------------------- | --- | --- | --- | --- | ----------------------------------------------------------- |
| 1995 | Just for You Fresh Music           | DE25 Gold · (28 Wo.)DE | AT26 (7 Wo.)AT | CH5 Platin · (24 Wo.)CH | — | Erstveröffentlichung: 6. Oktober 1995 Verkäufe: + 400.000   |
| 1999 | The Ultimate Megamix ’99 Yes Music | DE20 (8 Wo.)DE | — | CH2 (23 Wo.)CH | — | Erstveröffentlichung: 22. März 1999                         |
| 2013 | Reloaded Yes Music                 | DE53 (1 Wo.)DE | — | CH6 Gold · (7 Wo.)CH | — | Erstveröffentlichung: 20. September 2013 Verkäufe: + 10.000 |

## Singles

### Als Leadmusiker
| Jahr | Titel Album                                                                | Höchstplatzierung, Gesamtwochen, AuszeichnungChartplatzierungen (Jahr, Titel, Album, Platzierungen, Wochen, Auszeichnungen, Anmerkungen) | Höchstplatzierung, Gesamtwochen, AuszeichnungChartplatzierungen (Jahr, Titel, Album, Platzierungen, Wochen, Auszeichnungen, Anmerkungen) | Höchstplatzierung, Gesamtwochen, AuszeichnungChartplatzierungen (Jahr, Titel, Album, Platzierungen, Wochen, Auszeichnungen, Anmerkungen) | Höchstplatzierung, Gesamtwochen, AuszeichnungChartplatzierungen (Jahr, Titel, Album, Platzierungen, Wochen, Auszeichnungen, Anmerkungen) | Anmerkungen                                                                                             |
| Jahr | Titel Album                                                                | DE | AT | CH | UK | Anmerkungen                                                                                             |
| ---- | -------------------------------------------------------------------------- | --- | --- | --- | --- | --- |
| 1989 | I Love You –                                                               | — | — | — | — | Erstveröffentlichung: 1989                                                                              |
| 1990 | Ladies in the House –                                                      | — | — | — | — | Erstveröffentlichung: 1990                                                                              |
| 1991 | Let’s Groove On Dance with Me                                              | — | — | — | — | Erstveröffentlichung: 1991                                                                              |
| 1992 | Somebody Dance with Me Dance with Me                                       | DE4 Gold · (31 Wo.)DE | AT3 Gold · (18 Wo.)AT | CH1 (48 Wo.)CH | — | Erstveröffentlichung: November 1992 Verkäufe: + 310.000                                                 |
| 1993 | Keep on Dancing! Dance with Me                                             | DE5 Gold · (20 Wo.)DE | AT7 (12 Wo.)AT | CH2 (25 Wo.)CH | — | Erstveröffentlichung: August 1993 Verkäufe: + 250.000                                                   |
| 1993 | Take Control Dance with Me                                                 | DE12 Gold · (18 Wo.)DE | AT9 (12 Wo.)AT | CH4 (17 Wo.)CH | — | Erstveröffentlichung: 14. Dezember 1993 Verkäufe: + 250.000                                             |
| 1994 | Everybody Dance with Me                                                    | DE2 Platin · (27 Wo.)DE | AT24 (6 Wo.)AT | CH3 (31 Wo.)CH | UK47 (2 Wo.)UK | Erstveröffentlichung: 1. Juni 1994 Verkäufe: + 500.000                                                  |
| 1994 | Let the Dream Come True There Is a Party                                   | DE4 Gold · (23 Wo.)DE | AT6 (12 Wo.)AT | CH1 (20 Wo.)CH | — | Erstveröffentlichung: 1. September 1994 Verkäufe: + 250.000                                             |
| 1995 | Love Is all Around There Is a Party                                        | DE10 Gold · (14 Wo.)DE | AT13 (9 Wo.)AT | CH16 (14 Wo.)CH | UK49 (2 Wo.)UK | Erstveröffentlichung: 23. Januar 1995 Verkäufe: + 250.000                                               |
| 1995 | There Is a Party                                                           | DE17 Gold · (19 Wo.)DE | AT29 (1 Wo.)AT | CH13 (17 Wo.)CH | — | Erstveröffentlichung: 19. Mai 1995 Verkäufe: + 250.000                                                  |
| 1995 | Freedom There Is a Party                                                   | DE8 Gold · (20 Wo.)DE | AT7 (13 Wo.)AT | CH4 (18 Wo.)CH | — | Erstveröffentlichung: 6. September 1995 Verkäufe: + 250.000                                             |
| 1996 | Love Is the Price Just for You                                             | DE11 (17 Wo.)DE | AT13 (12 Wo.)AT | CH11 (16 Wo.)CH | — | Erstveröffentlichung: 15. Januar 1996                                                                   |
| 1996 | Pray World in Motion                                                       | DE3 Gold · (20 Wo.)DE | AT6 (15 Wo.)AT | CH2 (18 Wo.)CH | — | Erstveröffentlichung: 2. September 1996 Verkäufe: + 250.000                                             |
| 1996 | Respect Yourself World in Motion                                           | DE31 (13 Wo.)DE | AT23 (10 Wo.)AT | CH16 (9 Wo.)CH | — | Erstveröffentlichung: 13. Dezember 1996                                                                 |
| 1997 | It’s My Life World in Motion                                               | DE16 (11 Wo.)DE | AT16 (11 Wo.)AT | CH7 (16 Wo.)CH | — | Erstveröffentlichung: 28. April 1997                                                                    |
| 1997 | Shadows of the Night World in Motion                                       | DE23 (10 Wo.)DE | AT25 (9 Wo.)AT | CH7 (11 Wo.)CH | — | Erstveröffentlichung: 25. August 1997 mit VSOP                                                          |
| 1998 | Where Is Your Love Magic                                                   | DE21 (9 Wo.)DE | AT20 (11 Wo.)AT | CH3 (16 Wo.)CH | — | Erstveröffentlichung: 26. März 1998                                                                     |
| 1998 | Around the World Magic                                                     | DE55 (9 Wo.)DE | — | CH23 (8 Wo.)CH | — | Erstveröffentlichung: 7. Juli 1998                                                                      |
| 1998 | Celebrate Magic                                                            | DE48 (6 Wo.)DE | — | CH8 (8 Wo.)CH | — | Erstveröffentlichung: 17. September 1998                                                                |
| 1999 | Together Level 6                                                           | DE26 (9 Wo.)DE | AT34 (5 Wo.)AT | CH4 (10 Wo.)CH | — | Erstveröffentlichung: 26. August 1999                                                                   |
| 1999 | Lies Level 6                                                               | DE73 (4 Wo.)DE | — | CH48 (6 Wo.)CH | — | Erstveröffentlichung: 22. November 1999                                                                 |
| 2001 | What a Feeling Planet Colors                                               | DE3 (13 Wo.)DE | AT11 (13 Wo.)AT | CH2 (21 Wo.)CH | — | Erstveröffentlichung: 22. Januar 2001 mit Irene Cara; Original: Irene Cara                              |
| 2001 | Hard to Say I’m Sorry Planet Colors                                        | DE60 (6 Wo.)DE | — | CH25 (10 Wo.)CH | — | Erstveröffentlichung: 14. Mai 2001                                                                      |
| 2001 | Colors of Life Planet Colors                                               | DE75 (2 Wo.)DE | — | CH37 (4 Wo.)CH | — | Erstveröffentlichung: 14. Mai 2001                                                                      |
| 2002 | Celebration                                                                | DE29 (7 Wo.)DE | AT48 (8 Wo.)AT | CH14 (13 Wo.)CH | — | Erstveröffentlichung: 25. März 2002 Original: Kool & the Gang                                           |
| 2003 | I Believe Visions                                                          | DE18 (9 Wo.)DE | AT61 (3 Wo.)AT | CH13 (12 Wo.)CH | — | Erstveröffentlichung: 15. Januar 2003                                                                   |
| 2003 | Chihuahua Visions                                                          | DE19 (16 Wo.)DE | AT48 (13 Wo.)AT | CH1 Platin · (38 Wo.)CH | UK36 (3 Wo.)UK | Erstveröffentlichung: 26. März 2003 Verkäufe: + 1.600.000 Original: Luis Oliveira & His Bandodalua Boys |
| 2005 | Pirates of Dance                                                           | DE16 (9 Wo.)DE | AT43 (4 Wo.)AT | CH3 (14 Wo.)CH | — | Erstveröffentlichung: 17. Januar 2005                                                                   |
| 2005 | Amazing Life Pirates of Dance                                              | DE48 (6 Wo.)DE | — | CH27 (12 Wo.)CH | — | Erstveröffentlichung: 4. April 2005                                                                     |
| 2006 | Secrets of Love Greatest Hits                                              | DE13 (11 Wo.)DE | AT39 (6 Wo.)AT | CH5 (13 Wo.)CH | — | Erstveröffentlichung: 3. März 2006 mit Sandra; Original: Kate – Gold                                    |
| 2007 | Vampires Are Alive Vampires                                                | DE24 (9 Wo.)DE | AT62 (2 Wo.)AT | CH3 Gold · (19 Wo.)CH | — | Erstveröffentlichung: 9. März 2007 Verkäufe: + 15.000                                                   |
| 2007 | We Gotta Hold On Vampires                                                  | — | — | CH24 (3 Wo.)CH | — | Erstveröffentlichung: 29. Juni 2007                                                                     |
| 2007 | Because of You Vampires                                                    | DE47 (4 Wo.)DE | — | — | — | Erstveröffentlichung: 19. Oktober 2007                                                                  |
| 2008 | Olé Olé Olé Olé – The Party                                                | DE58 (9 Wo.)DE | — | CH12 (13 Wo.)CH | — | Erstveröffentlichung: 11. April 2008                                                                    |
| 2010 | Superstar Fantasy                                                          | DE41 (4 Wo.)DE | AT72 (1 Wo.)AT | CH14 (7 Wo.)CH | — | Erstveröffentlichung: 5. Februar 2010                                                                   |
| 2010 | This Is My Time Fantasy                                                    | — | — | — | — | Erstveröffentlichung: 7. Mai 2010                                                                       |
| 2011 | Everybody’s Gonna Dance Dancing Las Vegas                                  | DE70 (1 Wo.)DE | — | CH72 (1 Wo.)CH | — | Erstveröffentlichung: 11. November 2011                                                                 |
| 2012 | La vida es Dancing Las Vegas                                               | DE81 (1 Wo.)DE | — | — | — | Erstveröffentlichung: 9. März 2012                                                                      |
| 2013 | Somebody Dance with Me 2013 Reloaded • The Original (2k13 Holiday Edition) | DE61 (4 Wo.)DE | — | CH4 Gold · (12 Wo.)CH | — | Erstveröffentlichung: 19. April 2013 Verkäufe: + 15.000; mit Remady & Manu-L                            |
| 2013 | Take Control Reloaded                                                      | DE67 (1 Wo.)DE | AT60 (1 Wo.)AT | CH6 (3 Wo.)CH | — | Erstveröffentlichung: 6. September 2013 mit Mike Candys                                                 |
| 2014 | Fiesta loca Circus                                                         | — | — | — | — | Erstveröffentlichung: 11. April 2014                                                                    |
| 2015 | Everybody (Mike Candys Remix) Reloaded                                     | — | — | CH60 (1 Wo.)CH | — | Erstveröffentlichung: 7. August 2015 mit Inna                                                           |
| 2016 | Believe Mystorial                                                          | — | — | — | — | Erstveröffentlichung: 26. Februar 2016                                                                  |
| 2016 | Life Goes On Mystorial                                                     | — | — | — | — | Erstveröffentlichung: 6. Mai 2016                                                                       |
| 2018 | Yaa Yee KaleidoLuna                                                        | — | — | — | — | Erstveröffentlichung: 4. Mai 2018                                                                       |
| 2020 | Reloaded Megamix Reloaded                                                  | — | — | — | — | Erstveröffentlichung: 3. April 2020                                                                     |
| 2020 | Happy Birthday Greatest Hits – New Versions                                | — | — | — | — | Erstveröffentlichung: 19. Juni 2020                                                                     |
| 2022 | Together We Fly Evolut30n                                                  | — | — | — | — | Erstveröffentlichung: 28. Oktober 2022                                                                  |

### Als Gastmusiker
| Jahr | Titel Album                                     | Höchstplatzierung, Gesamtwochen, AuszeichnungChartplatzierungen (Jahr, Titel, Album, Platzierungen, Wochen, Auszeichnungen, Anmerkungen) | Höchstplatzierung, Gesamtwochen, AuszeichnungChartplatzierungen (Jahr, Titel, Album, Platzierungen, Wochen, Auszeichnungen, Anmerkungen) | Höchstplatzierung, Gesamtwochen, AuszeichnungChartplatzierungen (Jahr, Titel, Album, Platzierungen, Wochen, Auszeichnungen, Anmerkungen) | Höchstplatzierung, Gesamtwochen, AuszeichnungChartplatzierungen (Jahr, Titel, Album, Platzierungen, Wochen, Auszeichnungen, Anmerkungen) | Anmerkungen                                                                |
| Jahr | Titel Album                                     | DE | AT | CH | UK | Anmerkungen                                                                |
| --- | ----------------------------------------------- | --- | --- | --- | --- | -------------------------------------------------------------------------- |
| 1996 | Children –                                      | DE19 (13 Wo.)DE | AT31 (6 Wo.)AT | CH12 (15 Wo.)CH | — | Erstveröffentlichung: 4. April 1996 mit Hand in Hand for Children e.V.     |
| 1997 | Children Need a Helping Hand –                  | DE25 (15 Wo.)DE | AT20 (10 Wo.)AT | CH8 (10 Wo.)CH | — | Erstveröffentlichung: 23. Juli 1997 mit Hand in Hand for Children e.V.     |
| 1998 | Children of the World –                         | DE65 (5 Wo.)DE | — | — | — | Erstveröffentlichung: 23. November 1998 mit Hand in Hand for Children e.V. |
| 2001 | Future in Your Hand –                           | — | — | — | — | Erstveröffentlichung: 3. November 2001 mit Hand in Hand for Children e.V.  |
| 2002 | Never Give Up –                                 | — | — | — | — | Erstveröffentlichung: 25. November 2002 mit Hand in Hand for Children e.V. |
| 2003 | So Wonderful –                                  | DE31 (6 Wo.)DE | AT50 (3 Wo.)AT | — | — | Erstveröffentlichung: 31. Oktober 2003 Fame Academy coached by DJ Bobo     |
| Folgende Lieder erschienen nicht als Single, wurden aber durch das Album zum Download und Streaming bereitgestellt und konnten somit eine Platzierung erlangen: |                                                 | | | | |                                                                            |
| |                                                 | | | | |                                                                            |
| 2014 | Lost without the Music Dein Song 2014 (Sampler) | DE98 (1 Wo.)DE | — | — | — | Charteinstieg: 18. April 2014 Pier Luca Abel & DJ Bobo                     |

## Videoalben und Musikvideos

### Videoalben
| Jahr | Titel Musiklabel                                  | Höchstplatzierung, Gesamtwochen, AuszeichnungChartplatzierungen (Jahr, Titel, Musiklabel, Platzierungen, Wochen, Auszeichnungen, Anmerkungen) | Höchstplatzierung, Gesamtwochen, AuszeichnungChartplatzierungen (Jahr, Titel, Musiklabel, Platzierungen, Wochen, Auszeichnungen, Anmerkungen) | Höchstplatzierung, Gesamtwochen, AuszeichnungChartplatzierungen (Jahr, Titel, Musiklabel, Platzierungen, Wochen, Auszeichnungen, Anmerkungen) | Höchstplatzierung, Gesamtwochen, AuszeichnungChartplatzierungen (Jahr, Titel, Musiklabel, Platzierungen, Wochen, Auszeichnungen, Anmerkungen) | Anmerkungen                                                |
| Jahr | Titel Musiklabel                                  | DE | AT | CH | UK | Anmerkungen                                                |
| ---- | ------------------------------------------------- | --- | --- | --- | --- | ---------------------------------------------------------- |
| 1995 | Das Live-Video EAMS                               | — | — | — | — | Erstveröffentlichung: 7. April 1995                        |
| 1995 | Live on Stage EAMS                                | — | — | — | — | Erstveröffentlichung: 1995                                 |
| 1997 | World in Motion Yes Music                         | DE*DE | AT*AT | CH*CH | — | Erstveröffentlichung: 1997 * siehe Studioalbum             |
| 1998 | Magic – The Show Yes Music                        | DE*DE | AT*AT | CH*CH | — | Erstveröffentlichung: 1998 * siehe Studioalbum             |
| 1999 | Mystasia EAMS                                     | — | — | — | — | Erstveröffentlichung: 1999                                 |
| 2000 | The Videos & Making Of Yes Music                  | — | — | — | — | Erstveröffentlichung: 17. April 2000                       |
| 2002 | Celebration – The 10th Anniversary Show Yes Music | DE*DE | AT*AT | CH*CH | — | Erstveröffentlichung: 2002 * siehe Kompilation             |
| 2003 | Visions – Live in Concert Yes Music               | DE*DE | — | CH*CH | — | Erstveröffentlichung: 8. September 2003 * siehe Livealbum  |
| 2005 | Pirates of Dance – The Show Yes Music             | DE*DE | — | CH*CH | — | Erstveröffentlichung: 28. Oktober 2005 * siehe Studioalbum |
| 2006 | The Videos & Making Of 2 Yes Music                | — | — | — | — | Erstveröffentlichung: 2006                                 |
| 2007 | Planet Colors – The Show Yes Music                | — | — | — | — | Erstveröffentlichung: 22. Juni 2007                        |
| 2008 | Vampires Alive – The Show Yes Music               | DE*DE | — | CH2 (3 Wo.)CH | — | Erstveröffentlichung: 29. August 2008 * siehe Studioalbum  |
| 2010 | Fantasy – Making the Show Yes Music               | DE*DE | — | CH10 (1 Wo.)CH | — | Erstveröffentlichung: 26. Februar 2010 * siehe Studioalbum |
| 2010 | Fantasy – The Show Yes Music                      | DE*DE | — | — | — | Erstveröffentlichung: 7. Mai 2010 * siehe Studioalbum      |
| 2010 | Dancing Las Vegas – Making the Show Yes Music     | DE*DE | — | — | — | Erstveröffentlichung: 27. April 2012 * siehe Livealbum     |
| 2012 | Dancing Las Vegas – Live in Berlin Yes Music      | DE*DE | — | CH8 (2 Wo.)CH | — | Erstveröffentlichung: 24. August 2012 * siehe Livealbum    |
| 2014 | Circus – The Show Yes Music                       | DE75 (1 Wo.)DE | — | CH4 (4 Wo.)CH | — | Erstveröffentlichung: 1. August 2014                       |
| 2017 | Mystorial – Live Yes Music                        | DE50 (1 Wo.)DE | — | CH5 (1 Wo.)CH | — | Erstveröffentlichung: 27. Oktober 2017                     |
| 2019 | KaleidoLuna – The Show Yes Music                  | DE*DE | — | CH2 (5 Wo.)CH | — | Erstveröffentlichung: 25. Oktober 2019 * siehe Studioalbum |

### Musikvideos
| Jahr | Titel                                    | Regisseur(e)                  |
| ---- | ---------------------------------------- | ----------------------------- |
| 1992 | Somebody Dance with Me                   |                               |
| 1993 | Keep on Dancing!                         |                               |
| 1994 | Everybody                                | Giacomo De Simone             |
| 1994 | Take Control                             | Mårten Tedin                  |
| 1994 | Let the Dream Come True                  | Frank Paul Husmann-Labusga    |
| 1995 | There Is a Party                         | Frank Paul Husmann-Labusga    |
| 1995 | Freedom                                  | Frank Paul Husmann-Labusga    |
| 1995 | Love Is All Around                       |                               |
| 1996 | Love Is the Price                        |                               |
| 1996 | Children                                 |                               |
| 1996 | Pray                                     | Bernd-Peter Rothfuss          |
| 1996 | Shadows of the Night                     |                               |
| 1996 | Respect Yourself                         | Thomas Job                    |
| 1997 | It’s My Life                             |                               |
| 1997 | Children Need a Helping Hand             |                               |
| 1998 | Where Is Your Love                       | Thomas Job                    |
| 1998 | Around the World                         |                               |
| 1998 | Celebrate                                | Joern Heitmann, Markus Walter |
| 1998 | Children of the World                    |                               |
| 1999 | Together                                 | Markus Engel                  |
| 1999 | Lies                                     |                               |
| 2001 | Colors of Life                           | Frank Schneider               |
| 2001 | What a Feeling                           | Stephan Vollmer               |
| 2001 | Hard to Say I’m Sorry                    | Frank Schneider               |
| 2001 | Future in Your Hand                      |                               |
| 2002 | Celebration                              | Ben Hartenstein, Katja Kuhl   |
| 2003 | I Believe                                | Robert Bröllochs              |
| 2003 | Chihuahua                                |                               |
| 2005 | Pirates of Dance                         | Robert Bröllochs              |
| 2005 | Amazing Life                             | Robert Bröllochs              |
| 2006 | Secrets of Love                          | Robert Bröllochs              |
| 2007 | Vampires Are Alive                       | Robert Bröllochs              |
| 2007 | Because of You                           |                               |
| 2010 | Superstar                                |                               |
| 2010 | Roll Up                                  |                               |
| 2011 | Everybody’s Gonna Dance                  |                               |
| 2011 | Viva Las Vegas                           |                               |
| 2012 | La vida es                               |                               |
| 2013 | Somebody Dance with Me (Remady Mix 2013) | Roman Peritz                  |
| 2013 | Take Control (2013)                      |                               |
| 2014 | Lost without the Music                   | Andreas Z. Simon              |
| 2014 | Fiesta loca                              |                               |
| 2015 | Everybody (Mike Candys Remix)            |                               |
| 2016 | Believe                                  |                               |
| 2016 | Life Goes On                             |                               |
| 2016 | Get on Up                                |                               |
| 2018 | 1.000 Dreams                             |                               |
| 2022 | Together We Fly                          |                               |

## Sonderveröffentlichungen

### Alben
| Jahr | Titel Musiklabel               | Anmerkungen                                                     |
| ---- | ------------------------------ | --------------------------------------------------------------- |
| 2020 | Mystorial in the Mix Yes Music | Erstveröffentlichung: 3. April 2020 Remixvariante von Mystorial |

### Lieder
| Jahr | Titel Album                                                                | Anmerkungen                                                                                |
| ---- | -------------------------------------------------------------------------- | ------------------------------------------------------------------------------------------ |
| 2013 | What a Feeling Abenteuer – 20 Jahre Andrea Berg                            | Erstveröffentlichung: 11. Januar 2013 Andrea Berg mit DJ Bobo; Original: Irene Cara        |
| 2013 | Somebody Dance with Me (Live@Heimspiel 2014) Atlantis – Live das Heimspiel | Erstveröffentlichung: 6. September 2013 Andrea Berg feat. DJ Bobo; Original: DJ Bobo       |
| 2014 | For Once in My Life Groove                                                 | Erstveröffentlichung: 25. April 2014 Jesse Ritch mit DJ Bobo; Original: DJ Bobo            |
| 2015 | The World Is Magic Duety                                                   | Erstveröffentlichung: 8. Oktober 2015 Karel Gott feat. DJ Bobo                             |
| 2019 | Todo mundo Matar esse amor                                                 | Erstveröffentlichung: 3. Juni 2019 Doug.Albert feat. DJ Bobo Original: DJ Bobo – Everybody |
| 2022 | Get Up and Dance – The Hits Ich würd’s wieder tun                          | Erstveröffentlichung: 29. Juli 2022 Andrea Berg feat. DJ Bobo                              |

| Jahr | Titel Album                                                    | Anmerkungen                                                                 |
| ---- | -------------------------------------------------------------- | --------------------------------------------------------------------------- |
| 2014 | Lost without the Music Dein Song 2014                          | Erstveröffentlichung: 4. April 2014 mit Pier Luca Abel                      |
| 2021 | Herz über Kopf Sing meinen Song – Das Tauschkonzert Vol. 8     | Erstveröffentlichung: 7. Mai 2021 Original: Joris                           |
| 2021 | Ich komm zurück Sing meinen Song – Das Tauschkonzert Vol. 8    | Erstveröffentlichung: 7. Mai 2021 Original: Gentleman                       |
| 2021 | Love Is All Around Sing meinen Song – Das Tauschkonzert Vol. 8 | Erstveröffentlichung: 7. Mai 2021 mit Stefanie Heinzmann; Original: DJ Bobo |
| 2021 | On Fleek Sing meinen Song – Das Tauschkonzert Vol. 8           | Erstveröffentlichung: 7. Mai 2021 Original: Nura                            |
| 2021 | On Fleek Sing meinen Song – Das Tauschkonzert Vol. 8           | Erstveröffentlichung: 7. Mai 2021 mit Nura; Original: Nura                  |
| 2021 | Shadows Sing meinen Song – Das Tauschkonzert Vol. 8            | Erstveröffentlichung: 7. Mai 2021 Original: Stefanie Heinzmann              |
| 2021 | Storm Sing meinen Song – Das Tauschkonzert Vol. 8              | Erstveröffentlichung: 7. Mai 2021 Original: Mighty Oaks                     |
| 2021 | Storm Sing meinen Song – Das Tauschkonzert Vol. 8              | Erstveröffentlichung: 7. Mai 2021 mit Ian Hooper; Original: Mighty Oaks     |
| 2021 | Unter einen Hut Sing meinen Song – Das Tauschkonzert Vol. 8    | Erstveröffentlichung: 7. Mai 2021 Original: Johannes Oerding                |

### Videoalben
| Jahr | Titel Musiklabel                            | Anmerkungen                                                                                                   |
| ---- | ------------------------------------------- | --- |
| 2005 | Making of “Pirates of Dance”-Show Yes Music | Erstveröffentlichung: 31. Januar 2005 Teil von Pirates of Dance (Limited Swiss Edition)                       |
| 2006 | Greatest Hits (DVD Edition) Yes Music       | Erstveröffentlichung: 17. März 2006 CD+DVD; Verkäufe werden Greatest Hits hinzuaddiert                        |
| 2007 | Vampires (Limited Fan Edition) Yes Music    | Erstveröffentlichung: 11. Mai 2007 CD+DVD; Verkäufe werden Vampires hinzuaddiert                              |
| 2011 | Dancing Las Vegas Yes Music                 | Erstveröffentlichung: 25. November 2011 CD+DVD; Verkäufe werden Dancing Las Vegas hinzuaddiert                |
| 2012 | Dancing Las Vegas – The Show Yes Music      | Erstveröffentlichung: 24. August 2012 CD+DVD; Verkäufe werden Dancing Las Vegas – Live in Berlin hinzuaddiert |
| 2014 | Circus Yes Music                            | Erstveröffentlichung: 10. Januar 2014 CD+DVD; Verkäufe werden Circus hinzuaddiert                             |

## Promoveröffentlichungen
| Jahr | Titel Album                                                          | Anmerkungen                                                                    |
| ---- | -------------------------------------------------------------------- | ------------------------------------------------------------------------------ |
| 2001 | Mi az a szo (Way to Your Heart) –                                    | Erstveröffentlichung: Juni 2001 mit Betty Love; Veröffentlichung nur in Ungarn |
| 2003 | One Vision One World Visions                                         | Erstveröffentlichung: April 2003 Werbesong für „AIDA-Clubschiff“               |
| 2011 | Volare Circus                                                        | Erstveröffentlichung: 2011 Original: Domenico Modugno – Nel blu dipinto di blu |
| 2021 | Herz über Kopf Sing meinen Song – Das Tauschkonzert Vol. 8 (Sampler) | Erstveröffentlichung: 27. April 2021 Original: Joris                           |
| 2021 | On Fleek Sing meinen Song – Das Tauschkonzert Vol. 8 (Sampler)       | Erstveröffentlichung: 4. Mai 2021 Original: Nura                               |
| 2022 | Get Up and Dance – The Hits Ich würd’s wieder tun                    | Erstveröffentlichung: 28. Juli 2022 Andrea Berg feat. DJ Bobo                  |

## Statistik

### Chartauswertung
Die folgenden Statistiken bieten eine Übersicht über die Charterfolge von DJ Bobo in Deutschland, Österreich, der Schweiz und dem Vereinigten Königreich. Zu berücksichtigen ist, dass sich Videoalben in Deutschland auch in den Albumcharts platzieren, die Angaben aus den anderen Ländern entstammen aus separaten Musik-DVD-Charts.
|                     | DE     | AT     | CH     | UK    |
| ------------------- | ------ | ------ | ------ | ----- |
| Nummer-eins-Alben   | DE—DE  | AT—AT  | CH6CH  | UK—UK |
| Top-10-Alben        | DE6DE  | AT2AT  | CH22CH | UK—UK |
| Alben in den Charts | DE27DE | AT12AT | CH26CH | UK—UK |

|                       | DE     | AT     | CH     | UK    |
| --------------------- | ------ | ------ | ------ | ----- |
| Nummer-eins-Singles   | DE—DE  | AT—AT  | CH3CH  | UK—UK |
| Top-10-Singles        | DE8DE  | AT6AT  | CH20CH | UK—UK |
| Singles in den Charts | DE40DE | AT27AT | CH37CH | UK3UK |

|                          | DE    | AT    | CH    | UK    |
| ------------------------ | ----- | ----- | ----- | ----- |
| Nummer-eins-Videoalben   | DE—DE | AT—AT | CH—CH | UK—UK |
| Top-10-Videoalben        | DE—DE | AT—AT | CH6CH | UK—UK |
| Videoalben in den Charts | DE—DE | AT—AT | CH6CH | UK—UK |

### Auszeichnungen für Musikverkäufe
| Goldene Schallplatte - Australien - 1994: für die Single Somebody Dance with Me - Belgien - 2003: für die Single Chihuahua - Italien - 2003: für die Single Chihuahua - Polen - 1994: für das Album Dance with Me - 1996: für das Album Just for You - 1997: für das Album World in Motion - Schweden - 1993: für das Album Dance with Me - 1993: für die Single Somebody Dance with Me - Tschechien - 1995: für das Album Dance with Me - 1995: für das Album Just for You - 2003: für das Album Visions - Ungarn - 1993: für das Album Dance with Me - 1995: für das Album There Is a Party - 1996: für das Album Just for You | 2× Goldene Schallplatte - Frankreich - 2003: für das Album Chihuahua – The Album Platin-Schallplatte - Polen - 1996: für das Album There Is a Party - Tschechien - 1994: für das Album There Is a Party - Ungarn - 1997: für das Album World in Motion Diamantene Schallplatte - Frankreich - 2003: für die Single Chihuahua |

Anmerkung: Auszeichnungen in Ländern aus den Charttabellen bzw. Chartboxen sind in ebendiesen zu finden.
| Land/RegionAuszeichnungen für Musikverkäufe (Land/Region, Auszeichnungen, Verkäufe, Quellen) | Gold       | Platin       | Diamant  | Verkäufe  | Quellen                                                |
| -------------------------------------------------------------------------------------------- | ---------- | ------------ | -------- | --------- | ------------------------------------------------------ |
| Australien (ARIA)                                                                            | Gold1      | —            | —        | 35.000    | Einzelnachweise                                        |
| Belgien (BRMA)                                                                               | Gold1      | —            | —        | 25.000    | mediabiz.de                                            |
| Deutschland (BVMI)                                                                           | 11× Gold11 | 2× Platin2   | —        | 3.750.000 | musikindustrie.de                                      |
| Frankreich (SNEP)                                                                            | 2× Gold2   | —            | Diamant1 | 1.400.000 | infodisc.fr snepmusique.com                            |
| Italien (FIMI)                                                                               | Gold1      | —            | —        | 25.000    | mediabiz.de                                            |
| Österreich (IFPI)                                                                            | 2× Gold2   | —            | —        | 50.000    | ifpi.at                                                |
| Polen (ZPAV)                                                                                 | 3× Gold3   | Platin1      | —        | 250.000   | olis.pl                                                |
| Schweden (IFPI)                                                                              | 2× Gold2   | —            | —        | 75.000    | ifpi.se (Memento vom 21. Mai 2012 im Internet Archive) |
| Schweiz (IFPI)                                                                               | 6× Gold6   | 11× Platin11 | —        | 1.000.000 | hitparade.ch                                           |
| Tschechien (IFPI)                                                                            | 3× Gold3   | Platin1      | —        | 125.000   | mediabiz.de                                            |
| Ungarn (MAHASZ)                                                                              | 3× Gold3   | Platin1      | —        | 125.000   | Einzelnachweise                                        |
| Insgesamt                                                                                    | 35× Gold35 | 16× Platin16 | Diamant1 |           |                                                        |